# Daniel Cavanagh
Pour les articles homonymes, voir Cavanagh.
Daniel Cavanagh (né le 6 octobre 1972) est un chanteur et guitariste britannique. Il a formé le groupe Anathema en 1990 avec son frère Vincent Cavanagh. Il est à l'origine de la plupart des textes et musiques du groupe.
Daniel Cavanagh a aussi évolué dans d'autres projets tels que Leafblade, un groupe de rock acoustic celtic (guitariste et chanteur) ainsi que dans Antimatter, formé par l'ancien bassiste et compositeur d'Anathema Duncan Patterson. Il a aussi sorti un album avec le chanteur de Trouble Eric Wagner sous le nom de Lid ainsi qu'un album live en duo avec Anneke van Giersbergen (ex-The Gathering).

## Discographie

### Anathema
- 1993 : Serenades
- 1995 : The Silent Enigma
- 1996 : Eternity
- 1998 : Alternative 4
- 1999 : Judgement
- 2001 : A Fine Day to Exit
- 2003 : A Natural Disaster
- 2010 : We're Here Because We're Here
- 2012 : Weather Systems
- 2013 : Untouchable/Universal
- 2014 : Distant Satellites
- 2017 : The Optimist

### Lid
- 1997 : In the Mushroom

### Daniel Cavanagh
- 2004 : A Place to Be: A Tribute to Nick Drake
- 2015 : Memory and Meaning
- 2017 : Monochrome

### Leafblade
- 2007 : In Athens
- 2009 : Beyond, Beyond
- 2013 : The Kiss of Spirit and Flesh

### Anneke van Giersbergen & Danny Cavanagh
- 2009 : In Parallel

### Daniel Cavanagh & Joseph Geraci
- 2013 : The Passage

### Apparitions diverses
- 2002 : SUP - Angelus (narration)
- 2007 : Antimatter - Leaving Eden (guitare, piano)